# Eratomyia
Eratomyia (лат.) — род длинноусых двукрылых из семейства Rangomaramidae (Sciaroidea). Эндемики Южной Америки, где обнаружено два вида.

## Этимология
Родовое название Eratomyia женского рода, происходит от латинизированных греческих слов eratos (прекрасный) и myia (муха), что означает «прекрасная муха».

## Описание
Мелкие мухи, длина тела 3—6 мм. 1-4-й тергиты брюшка блестящие коричневые. 5-й тергит жёлтый. Мезэпимерон груди представителей Eratomyia более узкий в его вентральной половине, тогда как латеротергиты слегка крупнее. Оцеллии имеются. Наличие шипиков на дистальной части 9-го тергита сходно с таковым же признаком у родов Chiletricha, Rhynchoheterotricha и Insulatricha, с которыми они объединяются в подсемействе Chiletrichinae. По строению ротовых органов и по жилкованию крыльев Eratomyia наиболее близок к неотропическому роду Chiletricha (который известен из Чили, южной Аргентины и южной Бразилии), отличаясь от последнего таксона более широкой базальной ячейкой и жилкой R5 отдалённой от жилки C. По отсутствию макротрихий на крыловой мембране род также похож на Kenyatricha и Insulatricha.

## Классификация
- Eratomyia magnifica Amorim & Rindal, 2007 — Эквадор[1].
- Eratomyia risaralda Amorim & Falaschi, 2010 — Колумбия[2].